# Villa Canales
Villa Canales è un comune del Guatemala facente parte del dipartimento di Guatemala.
Il comune venne istituito il 1º luglio 1912 con il nome di "Pueblo Viejo", che aveva precedentemente come parte del comune di Petapa (all'epoca "San Miguel Petapa"); la denominazione venne cambiata in "San Joaquín Villa Canales" il 23 dicembre 1915 ed infine nell'attuale "Villa Canales" il 7 maggio 1921.